# ネブラスカオオカミ
ネブラスカオオカミまたはグレートプレーンズオオカミ（学名 Canis lupus nubilus）は、食肉目イヌ科に属するオオカミの亜種の一つ。カナダからテキサス州に至る大平原地帯（グレートプレーンズ）に生息していた。アメリカ合衆国中部では1927年に絶滅したが、現在は五大湖西岸地域からカナダに分布する。中型のオオカミで、体長140-200cm、体重27-50kg前後。体毛は明るい灰色だが、白いものもある。

## アメリカ合衆国での減少
インディアンはオオカミに対して畏敬の念を持っていたが、そのような文化を持たないヨーロッパからの移住者の到来によって事態は変わった。ネブラスカオオカミが家畜を襲ったことから、人間はオオカミを害獣としてさかんに駆除の対象とした。一般的な方法はバイソンの死体に猛毒のストリキニーネを仕込んでおくものであったが、同じくバイソンの肉を食料とするワシやカラス、コヨーテ、果てはバイソンを生活の糧としていた平原インディアンまでが巻き添えとなった。他にも銃や罠も駆除に用いられた。さらには、駆除に賞金がかけられ、ネブラスカオオカミの減少を促すこととなった。

## アメリカ合衆国での保護
1973年に絶滅危惧種法が制定され、ミネソタ州北部に生息していた数百頭、およびロイヤル島（スペリオル湖にある島：ミシガン州）の数頭が保護の対象になった。その後の生息数回復活動とカナダからの移入によって、生息数を増やすことに成功した。2007年1月29日、魚類野生生物管理局は五大湖西岸地域と北ロッキー山脈地域（シンリンオオカミCanis lupus occidentalis）のオオカミを、絶滅危惧種法の対象から外すことを発表したが、司法判断によってこの行政処置は棄却され絶滅危惧種としての指定が復活した。

## 生息数
アメリカ合衆国魚類野生生物局による2006年生息数の調査・推定値は以下のとおり。
- ミシガン州 - 434頭（ロイヤル島の 30頭を除く）
- ミネソタ州 - 3020頭
- ウィスコンシン州 - 465頭
- カナダ - シンリンオオカミ Canis lupus occidentalis と合わせて5万-6万頭

## 補足
「『シートン動物記』の一編『狼王ロボ』で著者のシートン本人がカランポー平原にロボを捉えに行く展開があるが、この時捕まえたオオカミ達（ロボとブランカ以外も数頭捕獲している）をシートンはアメリカ産のオオカミの亜種の1つのネブラスカオオカミ（nubilus）だとしている。

## 参考資料
1. 1 2 3 4 5 6  戦え絶滅動物「ネブラスカオオカミ」
2. ↑  "Map of the Western Great Lakes Distinct Population Segment"
3. ↑  アメリカ合衆国・魚類野生生物局 "Gray wolf factsheet"（2007年）。英語・pdfファイル
4. ↑  アメリカ合衆国・魚類野生生物局 "Interior Department Announces Delisting of Western Great Lakes Wolves; Proposed Delisting of Northern Rocky Mountain Wolves "（2007年）。英語・pdfファイル
5. ↑  Wolf Network JAPANサブページ
6. ↑  アメリカ合衆国・魚類野生生物局 "Wolf Recovery in North America"(2007年) 英語・pdfファイル
7. ↑  シートンの時代の頃は、ユーラシア産のオオカミ「Canis lupus」に対し、アメリカ大陸のオオカミは同属別種の「Canis mexicanus」としていた。
8. ↑  アーネスト・トンプソン・シートン『シートン動物誌2　オオカミの騎士道』今泉吉晴訳、紀伊國屋書店、1997年。ISBN 4-314-00752-4、p.78-79・85・225「訳注1・2・3」。